# Augusto de Lippe-Brake
Augusto de Lippe-Brake (Castillo de Brake, Alemania; 9 de septiembre de 1644-Neuwied, Alemania; 19 de junio de 1701) de la Casa de Lippe fue un Mariscal de Campo, consejero de guerra de Hesse-Kassel y Comandante de la Orden Teutónica en Hesse.

## Biografía
Augusto era el duodécimo y más joven de los hijos del Conde Otón de Lippe-Brake (1589-1657) y de su esposa Margarita de Nassau-Dillenburg (1606-1661). Eligió la carrera de soldado y combatió a las órdenes del Gobernador Guillermo III de Orange-Nassau durante la Guerra de Holanda contra Francia y sus aliados. Después entró al servicio del landgrave Carlos I de Hesse-Kassel.
En 1683, ingresó, sin duda a instancias del Conde Carlos, en la Orden Teutónica. En 1688, era comandante de los teutónicos en Hesse, el primero de religión reformada en el puesto, y que ocupó hasta su muerte. 
En 1689, combatió a las tropas de Luis XIV en el Palatinado y se convierte en mariscal.

## Fallecimiento
Murió soltero y sin descendencia el 19 de junio de 1701 en Neuwied. Fue enterrado el 21 de agosto de 1701 en la Iglesia de Santa Isabel en Marburgo. El escultor Johann Bernhard Schwarzeburger creó para él dos epitafios, uno en la iglesia de Brake, y el otro en la universidad de Marburgo.